# Europapark (Groningen)
Het Europapark is een buurt in Groningen.

## Beschrijving
Het Europapark ligt ingeklemd tussen de zuidelijke rondweg, de Europaweg en de spoorlijn Groningen - Zwolle en beslaat voornamelijk de terreinen van de voormalige Helpmancentrale en Hunzecentrale.
De buurt is bekend door het stadion van FC Groningen, de Euroborg. Ten noorden van de Euroborg ligt de woonbuurt de Nieuwe Linie, met de straten Boumaboulevard, Eelkemastraat en Tonkensstraat. De straten zijn vernoemd naar de Nederlandse architecten M.G. Eelkema, Siebe Jan Bouma, Tonko Tonkens en A.Th. van Elmpt, die allen een grote bijdrage hebben geleverd aan de architectuur van de stad Groningen. De buurt kent een treinstation, kantoorgebouwen, twee woontorens (Stoker en Brander) en Hete Kolen, een wooncomplex met kantoren. Ook het Alfa-college is er te vinden. Verder is er een recreatiepark, het Helperpark. 
Aan de noordoostzijde van het Oude Winschoterdiep stond voorheen de Hunzecentrale, die tot in 1995 in gebruik is geweest. Van deze electriciteitscentrale zijn nog delen van de kolenmuur en de originele kades terug te vinden. Aan de westzijde van het Oude Winschoterdiep maakt ook het Helperpark deel uit van de buurt. Hier stond tot 1983 de voorloper van de Hunzecentrale: de Helpmancentrale waarvan het kantoorgebouw en de turbinehal (nu de Mediacentrale) gespaard zijn gebleven.

## Afbeeldingen

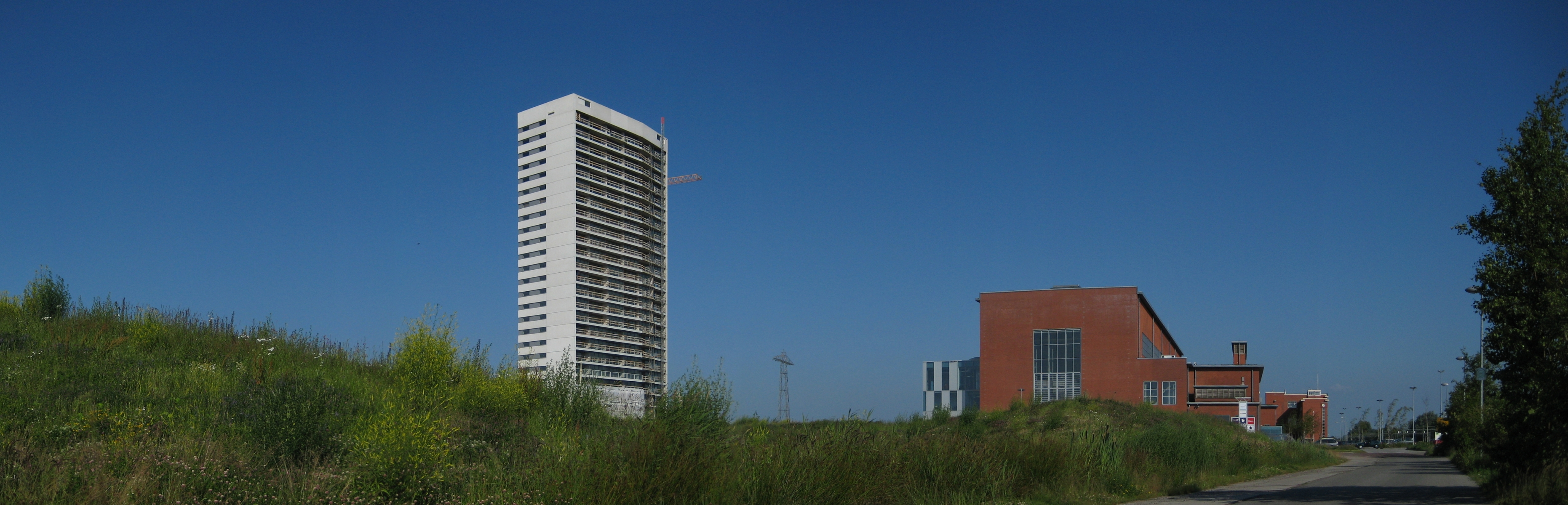
Het Europapark in 2009, met links alleen nog Stoker en rechts de Mediacentrale
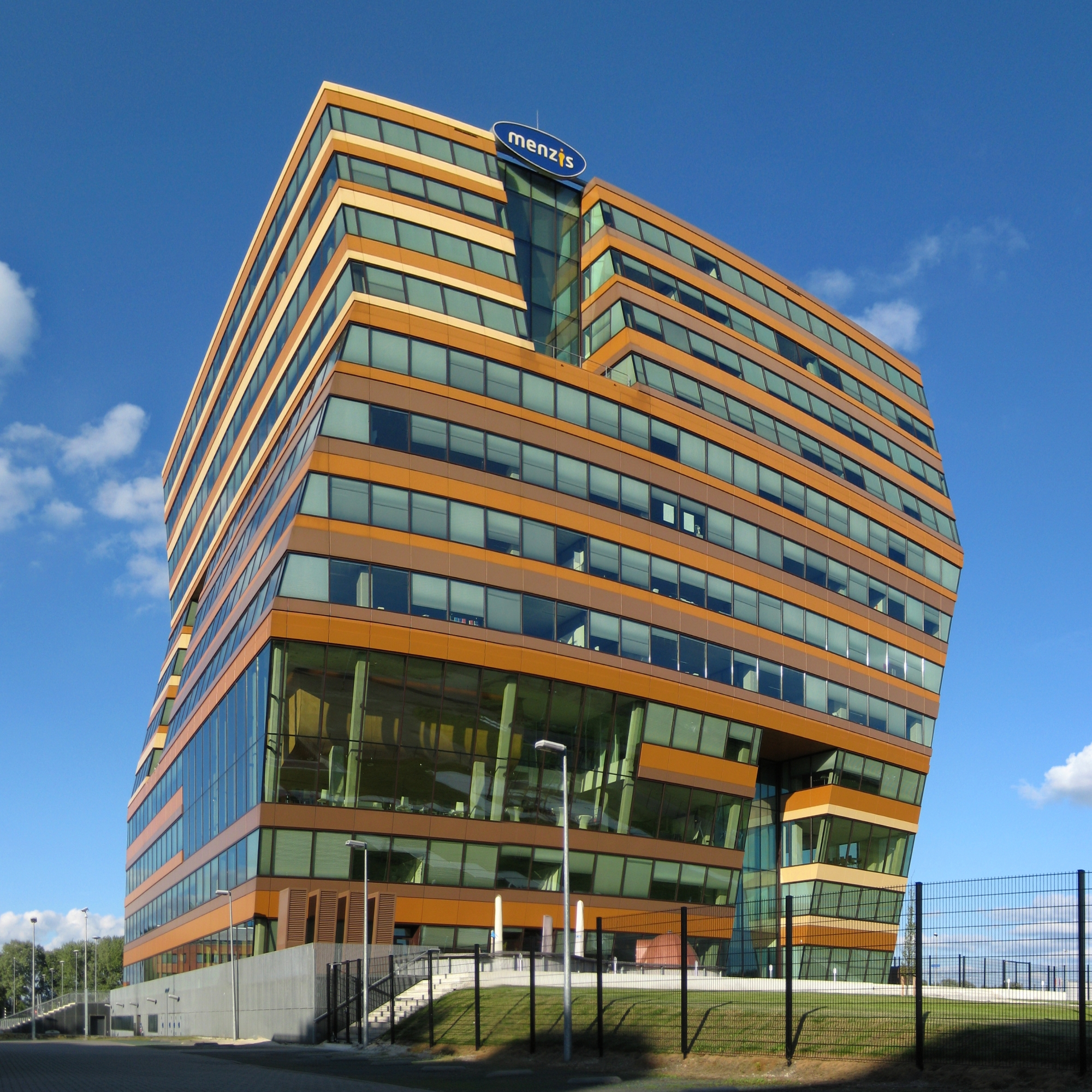
Kantoor van Menzis op het Europapark (2010)
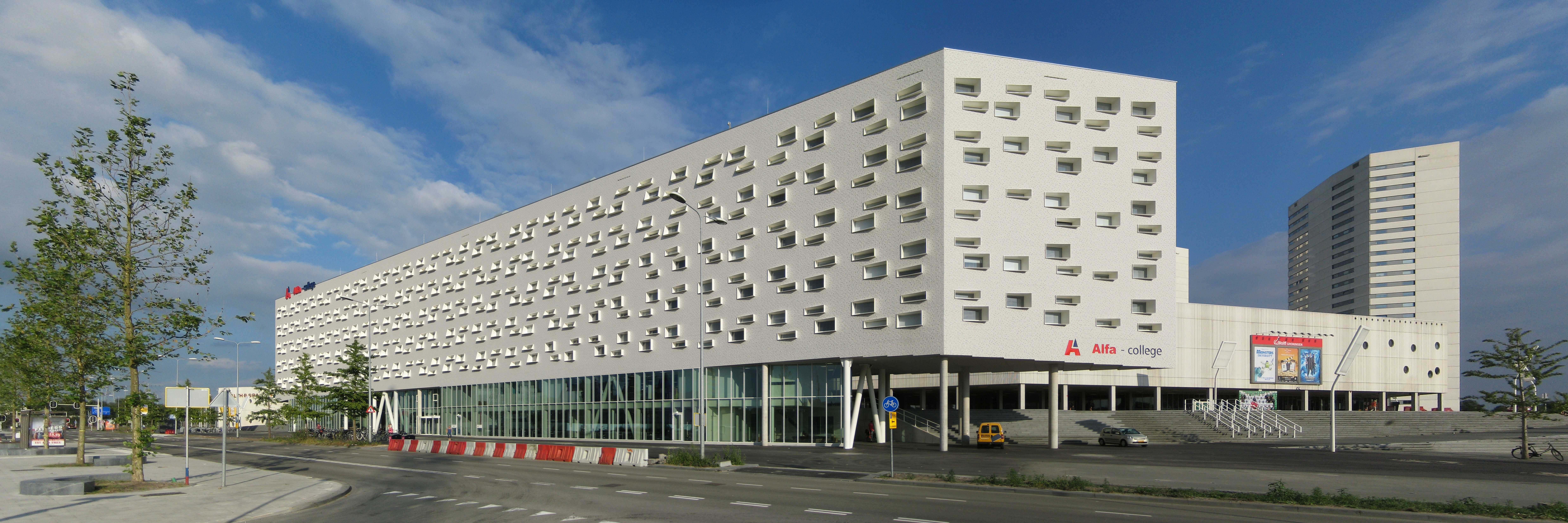
Het Alfa-college naast de Euroborg in 2013
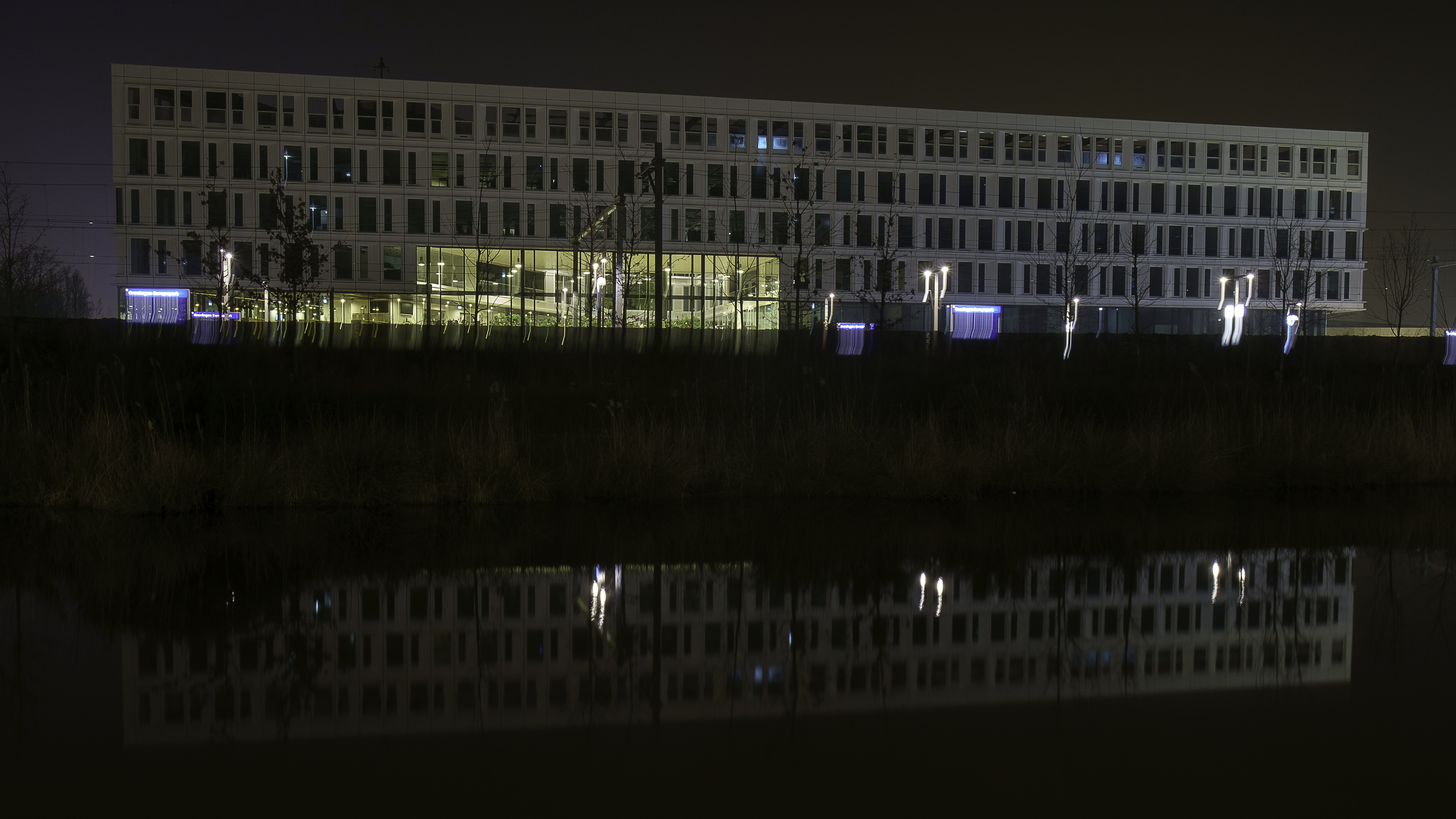
Zijaanzicht gebouw Sociale Dienst bij avond (2016)
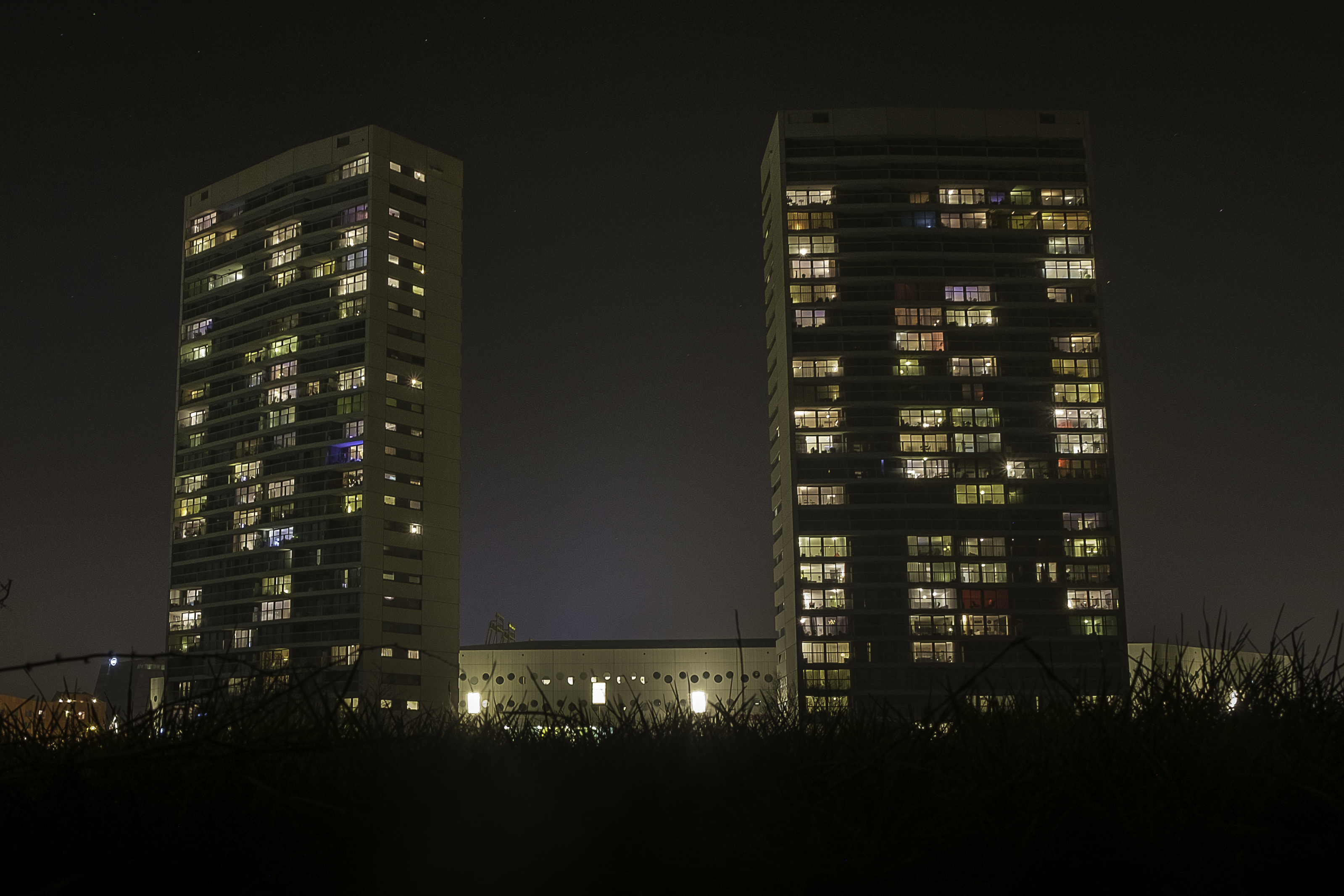
Stoker en Brander bij avond (2016)
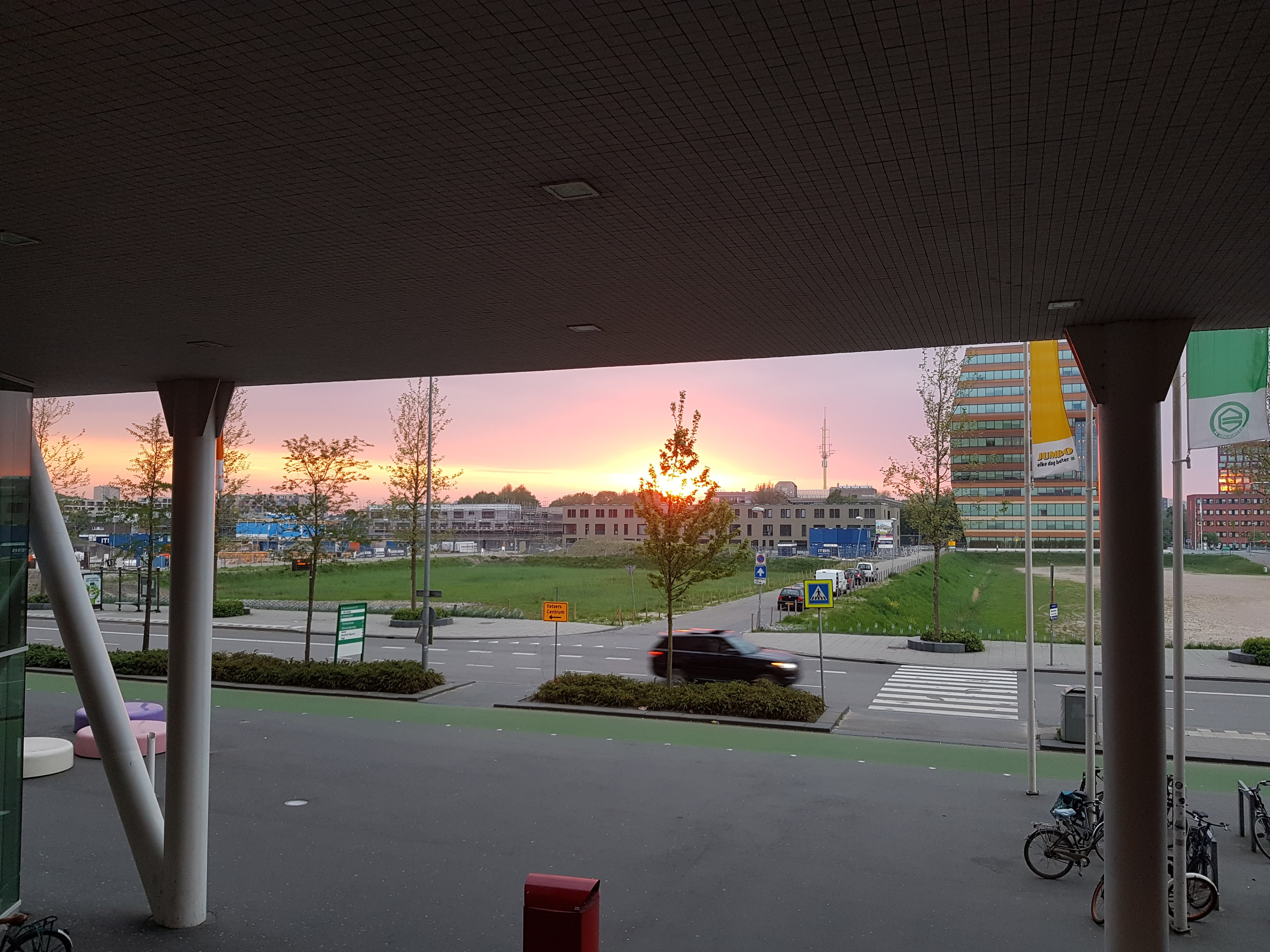
Het Europapark bij avond (2018)
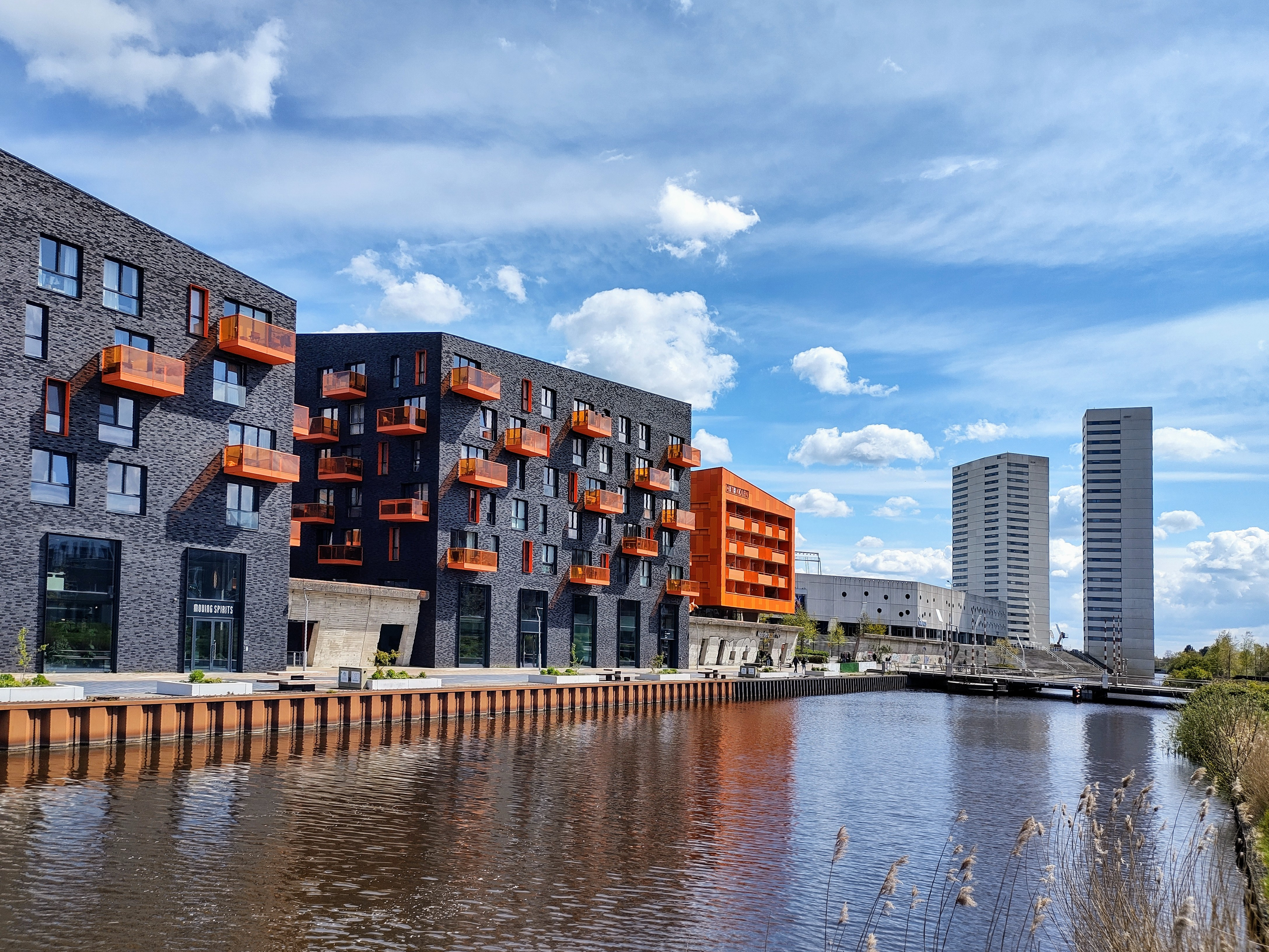
Gezien vanaf het Oude Winschoterdiep in 2024. Delen van de kolenmuur van de voormalige Hunzecentrale zijn verwerkt in de nieuwbouw.

1. ↑  Inclusief het A-kwartier, Academiekwartier, Bisschopskwartier en Ebbingekluft
2. ↑  Inclusief Ruskenveen
3. ↑  Euvelgunne en Roodehaan zijn onderdeel van de MEER-dorpen, maar vallen onder de wijk Zuidoost
4. ↑  Inclusief de subbuurten De Wierden (waaronder het bouwblok Heemwerd), Rietlanden en Reitdiephaven
5. ↑  Voorheen Korrewegwijk genoemd
6. ↑  Voorheen Korrewegbuurt genoemd